# Nowyj Put´ (obwód kurski)
Nowyj Put′ (ros. Новый Путь) – osiedle typu wiejskiego w zachodniej Rosji, w sielsowiecie wiesiełowskim rejonu głuszkowskiego w obwodzie kurskim.

## Geografia
Miejscowość położona jest 3,5 km od centrum administracyjnego sielsowietu wiesiełowskiego (Wiesiełoje), 11,5 km od centrum administracyjnego rejonu (Głuszkowo), 126 km od Kurska.

## Demografia
W 2010 r. miejscowość zamieszkiwało 5 osób.